# Anteosauri
Anteosauri (lat. Anteosauria) bili su grupa velikih, primitivnih terapsida-dinocefala, koji su bili mesožderi. Imali su velike očnjake i sjekutiće i kratke udove, a tokom srednjeg perma su nastanjivali područje današnje Južne Afrike, Rusije, Kine i Brazila. Neki od njih bili su vrlo veliki, s lubanjama dugim 50 do 80 cm, te su bili najveći grabežljivci svog vremena. Izumrli su krajem srednjeg perma, moguće zbog izumiranja biljojeda tapinocefala koje su vjerojatno lovili.

## Osobine
Anteosauri se od tapinocefala razlikuju po mnogim osobinama, uključujući i vrlo velike očnjake, obrazne zube s loptastim krunama, izvrtanje premaksilarne kosti prema gore, zbog čega se prednja strana usta snažno krivila prema gore. Udovi su mu bili kratki, lubanja duga, uska i teška. Otvor na lubanji bio je mnogo veći nego kod ranih pripadnika Biarmosuchia, što ukazuje na veće čeljusne mišiće i snažniji ugriz. Postojala je tendencija, naročito kod naprednijih oblika poput Anteosaurusa, prema zadebljavanju kostiju vrha lubanje, što je možda pokazatelj da su se sudarali glavama (radi obrane teritorija, privlačenja partnera i sl.). Rep je kod barem nekih rodova bio vrlo dug.

## Povijest klasifikacije
L. D. Boonstra je 1962. definirao tu grupu kao natporodicu u koju spadaju porodice Brithopodidae i Anteosauridae.
James Hopson i Herbert Barghusen su 1986. proveli prvo kladističko istraživanje terapsida. Koristili su termin "Anteosauria" i sinonimizirali porodica Brithopodidae i Anteosauridae. Predložili su sljedeću šemu:
|              | Titanophoneus                                               |
|              |                                                             |
| Anteosaurini | \| \| Doliosaurus \| \| \| \| \| \| Anteosaurus \| \| \| \| |
|              | \| \| Doliosaurus \| \| \| \| \| \| Anteosaurus \| \| \| \| |
|              | Doliosaurus                                                 |
|              |                                                             |
|              | Anteosaurus                                                 |
|              |                                                             |

|  | Doliosaurus |
|  |             |
|  | Anteosaurus |
|  |             |

|              | Titanophoneus                                               |
|              |                                                             |
| Anteosaurini | \| \| Doliosaurus \| \| \| \| \| \| Anteosaurus \| \| \| \| |
|              | \| \| Doliosaurus \| \| \| \| \| \| Anteosaurus \| \| \| \| |
|              | Doliosaurus                                                 |
|              |                                                             |
|              | Anteosaurus                                                 |
|              |                                                             |

|  | Doliosaurus |
|  |             |
|  | Anteosaurus |
|  |             |

Gillian King u pregledu skupine Anomodontia (u koju se tada smatralo da spadaju i dinocefali, što naučna zajednica više ne podržava) iz 1988. godine, kao dijelu Enciklopedije paleoherpetologije (Encyclopedia of Paleoherpetology) Gutsava Fischera Verlaga, koristi tradicionalniji lineovski raspored, ali uključuje i biljojede iz natporodice Anteosauroidea:
- Natporodica Anteosauroidea (Boonstra, 1962.)
  - Porodica Brithopidae (Boonstra, 1972.)
    - Potporodica Brithopodinae (Efremov, 1954.)
    - Potporodica Anteosaurinae (1954.)

  - Porodica Titanosuchidae (Boonstra, 1972.)
- Potporodica Titanosuchinae (Broom, 1903.)
- Potporodica Tapinocephalinae (Lydekker, 1890.)

Treba napomenuti da je tu porodica "Titanosuchidae" ekvivalent skupine "Tapinocephalia".
Bruce Rubidge i Christian Sidor su 2001. ponudili sljedeću šemu, kao dio mnogo većeg kladograma za terapside:
|  | Australosyodon                                                |
|  |                                                               |
|  | Syodon                                                        |
|  |                                                               |
|  | \| \| Titanophoneus \| \| \| \| \| \| Anteosaurus \| \| \| \| |
|  |                                                               |
|  | Titanophoneus                                                 |
|  |                                                               |
|  | Anteosaurus                                                   |
|  |                                                               |

|  | Titanophoneus |
|  |               |
|  | Anteosaurus   |
|  |               |

|  | Australosyodon                                                |
|  |                                                               |
|  | Syodon                                                        |
|  |                                                               |
|  | \| \| Titanophoneus \| \| \| \| \| \| Anteosaurus \| \| \| \| |
|  |                                                               |
|  | Titanophoneus                                                 |
|  |                                                               |
|  | Anteosaurus                                                   |
|  |                                                               |

|  | Titanophoneus |
|  |               |
|  | Anteosaurus   |
|  |               |

## Srodnost
Rani ruski (Boonstra, 1972) i kineski (Rubidge & Sidor, 2001) anteosauri općenito se smatraju najprimitivnijim dinocefalima, iako je predloženo (Kemp, 1982; King, 1988) da su estemenosukidi primitivniji od njih. Oni imaju osobine koje su zajedničke s pelikosaurima (Carroll, 1988) i pripadnicima skupine Biarmosuchia (Chudinov, 1965), te su s tapinocefalima bili dio prvog velikog evolutivnog širenja terapsida (Rubidge & Sidor, 2001). Do sada je provedeno malo detaljnih istraživanja filogenetskih veza među različitim taksonima.

## Vanjske poveznice
- Palaeos - detaljan opis
- Mikkov filogenetski arhiv - popis rodova u vidu kladograma